# Dangbe East
Dystrykt Dangbe East (Dangme East) jest dystryktem w Regionie Greater Accra w Ghanie ze stolicą w Ada.
Utworzony został w roku 1998 przez podział dawnego dystryktu Dangme w wyniku reformy administracyjnej będącej polityką decentralizacji kraju.
Większe miasta w dystrykcie:
- Ada Kasseh
- Ada Foah
- Akplabanya
- Sege Junction
- Anyamam